# Robin Sharma
Robin Sharma (Toronto, 1965) è uno scrittore canadese che si occupa di sviluppo personale e gestione della vita.
Autore di numerosi bestseller, tradotti in 70 lingue, è tra gli scrittori più letti del mondo, con oltre 6 milioni di copie vendute. È stato riconosciuto come uno dei cinque migliori esperti di leadership al mondo da un sondaggio indipendente, fatto con 22.000 uomini d'affari, di leadershipgurus.net.

## Biografia
Nato in Canada, ha due lauree, una di queste in diritto all'Università di Dalhousie, nel medesimo paese. Prima professore di diritto, poi avvocato, decide di abbandonare entrambe le carriere per studiare le tecniche che migliorano la vita e aiutano a gestire il lavoro e un team, così diventa un allenatore e esperto di leadership. Sulla materia scrive molti libri tradotti a livello internazionale come Il monaco che vendette la sua Ferrari.
Attualmente viaggia per molti paesi per promuovere il suo messaggio e i suoi insegnamenti.
È stato scelto dall'Università di Yale per formare il suo staff personale e da Unilever per far raggiungere ai suoi dipendenti massimi livelli di eccellenza nel lavoro. È stato relatore alla Business School a Harvard ed è amministratore delegato della "Sharma Leadership International", una società internazionale di consulenze.

## Pensiero
I suoi libri e i suoi discorsi promuovono un messaggio chiaro: ogni persona deve essere sicura di sé stessa e delle proprie potenzialità, tutti sono in grado di dimostrare doti di leadership, indipendentemente dal proprio ruolo lavorativo e dai titoli di studio. Secondo lui ognuno può essere "leader senza titoli".
Per parlare al pubblico Sharma utilizza un linguaggio concreto, diretto e con idee semplici e pratiche, inoltre per spiegare determinati concetti si serve di esempi di vita quotidiana. 
Sharma ritiene che il successo non sia riservato a poche persone, al contrario, deve essere alla portata di tutti e per ottenerlo bisogna lavorare duramente e costruirlo giorno dopo giorno su solide basi.
Secondo la sua filosofia di vita per avere dei risultati positivi in campo lavorativo e privato, è fondamentale fare un'analisi interiore e capire ciò che una persona desidera, riconoscere le qualità e distinguere i punti di forza e le debolezze. Inoltre è fondamentale migliorarsi sempre.
Lo scopo degli insegnamenti di Sharma è aiutare le persone a essere più ottimiste e coraggiose, facendo loro capire che ognuno è padrone del proprio destino e che la vita può offrire ogni giorno molte opportunità.
Le strategie da lui suggerite sono tuttora adottate da aziende che contribuiscono all’economia mondiale come Nike e Microsoft.

## I sette punti del pensiero
1. Controllare la mente
2. Perseguire i propri obiettivi
3. Praticare il kaizen (filosofia per il business)
4. Sviluppare l'autodisciplina
5. Rispettare il proprio tempo
6. Aiutare disinteressatamente gli altri
7. Vivere al presente

## La Sharma Leadership International Inc.
Robin Sharma è il fondatore di una società internazionale di consulenza, la Sharma Leadership International Inc che, attraverso dei servizi, si occupa della formazione di persone che hanno il desiderio di migliorare il loro potenziale e di realizzarsi nella vita professionale e personale.
All'interno sono presenti molti corsi di apprendimento noti e seguiti che illustrano a individui e gruppi aziendali come creare la vita che si desidera conseguendo il successo sul lavoro.
La società è presente in più di cinquanta paesi. Alcuni dei suoi clienti lavorano per molte aziende e università come la FedEx, la Nike, la Microsoft, la Panasonic, la NASA e l'Università di Yale.

## Il monaco che vendette la sua Ferrari
Il monaco che vendette la sua Ferrari è uno dei libri più celebri di Robin Sharma. Pubblicato nel maggio del 2007, parla di Julian Mantle, un avvocato potente e ammirato, ma stressato, insoddisfatto e desideroso di nuove esperienze.
Un attacco cardiaco interrompe la routine e la sua vita ha una svolta: Julian abbandona tutto, compresa la sua amata Ferrari, simbolo del suo successo, e parte per l'Himalaya.
Al suo ritorno è un uomo nuovo: vitale, saggio, libero e felice. Grazie al suo viaggio scopre un segreto che vuole condividere con il mondo.

## Opere
- Megaliving!: 30 Days to a Perfect Life (Jaico Publishing House, 2003)
- The monk who sold his Ferrari (Harper Collins Publishers, 1997)
- The Saint, the Surfer, and the Ceo: A Remarkable Story About Living Your Heart's Desires (Hay House, 2002)
- The Leader Who Had No Title (Free Press, 2010)
- Leadership Wisdom from the Monk Who Sold His Ferrari (Harpercollins Canada, 1998)
- The Greatness Guide: 101 Lessons for Making What's Good at Work and in Life Even Better (HarperBusiness, 2008)